# Ubiretama
Ubiretama, amtlich portugiesisch Município de Ubiretama, ist eine Kleinstadt und politische Gemeinde im brasilianischen Bundesstaat Rio Grande do Sul. Sie liegt 499 km westlich der Hauptstadt Porto Alegre. Die Bevölkerungszahl wurde zum 1. Juli 2019 auf 2015 Einwohner geschätzt, die auf einer großen Gemeindefläche von rund 126 km² leben und  Ubiretamenser (ubiretamenses) genannt werden. Sie steht an 436. Stelle der 497 Munizips des Bundesstaates.

## Geographie
Die Gemeinde liegt in der früher als Missionsgebiet bekannten Region im Hinterland von Rio Grande do Sul.
Umliegende Gemeinden sind Santa Rosa, Senador Salgado Filho, Guarani das Missões, Cerro Largo, Campina das Missões und Cândido Godói. Der Rio Laranjeiras fließt durch den Ort und mündet etwas südlich in den Rio Comandaí. Der Hauptort Ubiretama hat etwa 1,5 km², der Rest der Gemeindefläche ist ländliches Gebiet.

## Klima
Die Stadt hat tropisches, gemäßigtes Klima, Cfa nach der Klimaklassifikation nach Köppen und Geiger. Die Durchschnittstemperatur ist 20,6 °C. Die durchschnittliche Niederschlagsmenge liegt bei 1819 mm im Jahr, der Niederschlag ist auch im Südwinter noch hoch.